# Galantiči
Galantiči so naselje v Slovenski Istri, ki upravno spada pod Mestno občino Koper. Ustanovljeno je bilo leta 1997 iz dela ozemlja naselja Poletiči. Leta 2015 je imelo 13 prebivalcev.